# Hylarana cubitalis
Hylarana cubitalis är en groddjursart som först beskrevs av Smith 1917.  Hylarana cubitalis ingår i släktet Hylarana och familjen egentliga grodor. IUCN kategoriserar arten globalt som livskraftig. Inga underarter finns listade i Catalogue of Life.